# Чудовище по неволя
Вижте пояснителната страница за други значения на Чудовище по неволя.
„Чудовище по неволя“ (на английски: Monster By Mistake) е канадски анимационен сериал. Главният герой Уорън Патерсън е осемгодишно момченце, което се превръща в чудовище всеки път, когато кихне.

## „Чудовище по неволя“ в България
В България сериалът започва по ДКТЕ (EKids) през лятото на 2007 година, всеки делничен ден от 10.00 часа, с повторение в събота и неделя. Дублажът е на студио Доли. Ролите се озвучават от артистите Живка Донева, Христо Бонин и Кристиян Фоков. Преводачи са Нели Цонева, Десислава Великова, Христина Харалампиева, Анита Златкова и Силвина Димитрова.

## Герои
- Уорън Патерсън – главен герой
- Трейси Патерсън – главен герой, сестра на Уорън
- Джони – призрак, приятел на Трейси и Уорън
- Горгол – най-големия враг на Трейси и Уорън
- Роз Патерсън – майка на Уорън и Трейси
- Том Патерсън – баща на Уорън и Трейси
- леля Долорес – леля на Уорън и Трейси
- Фреди – най-добрият приятел на Уорън
- Сюзън – приятелка на Трейси